# Museu Ozildo Albano
O Museu Ozildo Albano é uma instituição de acervo, pesquisa e valorização do patrimônio histórico do Vale do Rio Guaribas, localizado no centro da cidade de Picos, Piauí.
Foi criado em 1968 graças à iniciativa do colecionador José Albano de Macedo, conhecido como Ozildo Albano, que reuniu utensílios domésticos, documentos, fotografias, arte sacras, livros, discos e objetos pertencentes à sua família, e recebimento de doações. Declarado de utilidade pública municipal o acervo é referência cultural para a população da região.
Após o falecimento de Ozildo, sua família assumiu o compromisso de dar continuidade ao trabalho. Atualmente o museu é mantido pela Associação dos Amigos do Museu Ozildo Albano - AAMOA, criada em 2007 e pela fundação Cultural do Piauí- FUNDAC que assumiu a guarda e a preservação do acervo, assim como reformou e restaurou a edificação para abrigar o Museu. Conta com o apoio da prefeitura Municipal de Picos.
Entre 2011 e 2014 o Museu passou por melhorias significativas no espaço físico, adquiriu equipamentos e mobiliários, recebeu oficinas de capacitação, reformulou o programa expositivo, reforçou sua identidade visual e implantou um laboratório de conservação. A restauração foi possível devido ao projeto de transferência, guarda e curadoria museológica de acevo arqueológico.

## Histórico
O Museu foi criado em 1968 por iniciativa do seu fundador e colecionador Ozildo Albano. O mesmo colecionava peças, documentos, livros e objetos significativos da história local e resolve abrir um museu em sua própria casa o Museu-Biblioteca Capitão-mor João Gomes Caminha, em homenagem a um antepassado da família, que hoje é o Museu Ozildo Albano.
Em 1966 o professor Ozildo Albano franqueou o espaço Museu-Biblioteca à comunidade picoense, principalmente aos estudantes e pesquisadores, a quem atendia pessoalmente. O Museu-Biblioteca foi reconhecido como de utilidade pública, mediante ao Decreto-Lei Municipal, a partir de projeto do então vereador Fábio José Neiva de Albuquerque.
Em 1999 iniciou-se o regime de comodato com a Fundação Estadual de Cultura e do Desporto do Piauí, passando o Museu a instalar-se no antigo prédio do Grupo Escolar Coelho Rodrigues, recuperado e adaptado para esse fim à comunidade picoense pôde, assim, usufruir mais de perto da riqueza cultural e artística oferecida pelo Museu Biblioteca que todos sempre denominaram de “Museu Ozildo Albano”, em memória ao seu fundador.
O Museu Ozildo Albano está inscrito no Cadastro Nacional dos Museus, do Instituto Brasileiro do Patrimônio Histórico e Artístico Nacional- IPHAN.

## Acervo
Museu Ozildo Albano guarda um vasto acervo, que abrange desde peças de arte sacra a artefatos arqueológicos. Em relação à arte sacra, uma das suas marcas fortes, o museu possui um acervo interessante e diversificado, que reúne objetos doados por famílias do município e por igrejas antigas desta localidade. Reúne oratórios, iconografias de santos e objetos utilizados em celebrações religiosas, como cálice e ostensório. Este acervo remonta aos primórdios do município.

A Arte Santeira pode ser considerada como um importante artefato representativo da cultura local-regional e, por consequência, brasileira. No Piauí, a iconografia religiosa desta arte é conhecida como uma das mais tradicionais do Brasil. Um destes objetos é a imagem de Santa Ana Mestra, doada por Francisca Maria de Moura Macêdo. Feita em madeira policromada, foi a primeira a ser mencionada nos arquivos deixados pelo fundador do Museu.